# بول كين
بول كين (بالإنجليزية: Paul Cain)‏‏ (16 يونيو 1929 في غارلاند - 12 فبراير 2019 ) كاهن من الولايات المتحدة.